# Deutsche Gerechtigkeit
Deutsche Gerechtigkeit. Prozesse gegen DDR-Grenzschützen und ihre Befehlsgeber ist der Titel eines Buches des Autors und Journalisten Roman Grafe, in dem die Prozesse gegen DDR-Grenzsoldaten und ihre Befehlsgeber aufgearbeitet werden. Das Buch erschien erstmals 2004 im Siedler Verlag. Grafe schrieb bereits davor ein Buch mit dem Titel Die Grenze durch Deutschland über die innerdeutsche Grenze vom Ende des Zweiten Weltkriegs bis zur Wiedervereinigung. Die Veröffentlichung von Deutsche Gerechtigkeit führte zu juristischen Auseinandersetzungen bis zum Bundesgerichtshof, in denen es um die Namensnennung eines Grenztruppenoffiziers ging, die dieser vergeblich zu verhindern suchte. Zwischen 2005 und 2007 war dem Verlag die Verbreitung des Buches untersagt.

## Inhalt
In Deutsche Gerechtigkeit dokumentierte Grafe die Prozesse gegen DDR-Grenzschützen, die in überwiegender Zahl mit Freisprüchen und Bewährungsstrafen endeten. Grafe beobachtete über Jahre die Verfahren, zeitweise als einziger Journalist. Mehr als 65.000 Ermittlungsverfahren wurden im Bereich SED-Unrecht in den 1990er Jahren bei den Schwerpunkt-Staatsanwaltschaften in Berlin und den neuen Bundesländern geführt und über 3000 polizeiliche und staatsanwaltschaftliche Ermittlungsverfahren betrafen Gewaltakte an der Grenze. Grafe führte aus, dass leitende Befehlshaber wegen Totschlags an DDR-Flüchtlingen nur zu milden Haftstrafen verurteilt worden, die Urteile aber sehr klar begründet gewesen seien. In seinem Werk nutzte er die Methode der historischen Collage und beschrieb mehrere Gerichtsprozesse gleichzeitig und in chronologischem Ablauf. Dazu sammelte er Anklageschriften, Erklärungen, Urteile und Dokumente sowie Interviews mit polizeilichen Ermittlern, Staatsanwälten, Richtern, Tätern, Opfern und deren Angehörigen, die er in das Buch einstreute. Illustriert wurde das Buch mit Fotos und Gerichtszeichnungen von Christine Böer (ISBN 3-88680-819-X).